# Birgitta Yavari-Ilan
Birgitta Yavari-Ilan, ogift Andersson, född 4 december 1944 i Vetlanda församling i Jönköpings län, är en svensk illustratör, konstnär och författare, som även varit verksam som sångare och låtskrivare.

## Biografi
Birgitta Yavari-Ilan har gått dekoratörsutbildning i Stockholm och studerat konst i USA. Hon blev på 1970-talet mycket känd inom frikyrkovärlden, särskilt genom sina kalendrar och planscher med bibelord. Hon var illustratör i flera veckotidningar, framförallt Femina, men också franska Elle och hon medverkade i Sveriges Television, bland annat i aktualitetsprogrammet Kvällsöppet.
Som sångerska har hon gett ut flera skivor. Hon har också skrivit bland annat den kristna musikalen I mitt hjärtas trädgård (1976) samt sånglyrik som tonsatts av Arne Lundmark, Gun-Britt Holgersson, Maud Agnarsson och Peter Sandwall.
2016 utkom den självbiografiska boken Mitt hjärta tog vägen om Jerusalem: en historia om kärlek, sorg & mod på svenska.

### Familjeliv
Birgitta Yavari-Ilans far Helge Andersson grundade däckfirman Vulkcentralen i Vetlanda. Hennes systrar är ståupplyrikern Solveig Andersson-Carlsson och Nudie Jeans grundare Maria Erixon Levin.
Hon var 1965–1971 gift med Sohrab Yavari (född 1940) och 1979–1995 med Leo Lior Ilan (född 1963).  År 2008 gifte hon sig med den sydafrikanske psykologiprofessorn och pastorn Elliot Smith (1941–2021). Hon är sedan många år bosatt i Jerusalem.